# Macrosiphum
Genre
Macrosiphum est un genre d'insectes de l'ordre des hémiptères (les hémiptères sont caractérisés par leurs deux paires d'ailes dont l'une, en partie cornée, est transformée en hémiélytre) et de la famille des Aphididae (pucerons).

## Liste d'espèces
Selon NCBI (28 sept. 2010) :
- Macrosiphum aetheocornum
- Macrosiphum albifrons
- Macrosiphum californicum
- Macrosiphum clematifoliae
- Macrosiphum cornifoliae
- Macrosiphum coryli
- Macrosiphum creeli
- Macrosiphum daphnidis
- Macrosiphum diervillae
- Macrosiphum dorsatum
- Macrosiphum euphorbiae (Thomas, 1878) - Puceron vert et rose de la pomme de terre
- Macrosiphum gaurae
- Macrosiphum hellebori
- Macrosiphum impatientis
- Macrosiphum knautiae
- Macrosiphum mordvilkoi
- Macrosiphum parvifolii
- Macrosiphum rosae
- Macrosiphum silvaticum
- Macrosiphum stanleyi
- Macrosiphum tuberculaceps
- Macrosiphum sp. 'Burnaby, B.C. Canada'
- Macrosiphum sp. A RGF-2008
- Macrosiphum sp. B RGF-2008
- Macrosiphum sp. C RGF-2008
- Macrosiphum sp. C1774

Selon ITIS (28 sept. 2010) :
- Macrosiphum euphorbiae (Thomas, 1878)